# Enter Air
Enter Air es una aerolínea chárter con sede en el edificio Zephirus del Parque de Negocio Okęcie en Varsovia, Polonia. Su base de operaciones principal es el Aeropuerto de Varsovia Frédéric Chopin y el Aeropuerto Internacional de Katowice. Opera también vuelos vacacionales desde el aeropuerto de Bydgoszcz, el aeropuerto de Gdańsk Lech Wałęsa, el aeropuerto de Cracovia, el aeropuerto de Lodz, el Aeropuerto de Poznań-Ławica, el aeropuerto de Rzeszów-Jasionka y el aeropuerto de Breslavia.

## Historia
Enter Air efectuó su primer vuelo comercial el 25 de abril de 2010. La aerolínea coopera con los principales touroperadores de Polonia y es la mayor aerolínea chárter polaca en término de número de aparatos operados y de pasajeros transportados. La aerolínea opera conforme al modelo de bajo coste lo que le ha ayudado a crecer más de un 260% entre 2010 y 2011, pese al incremento del precio del combustible y los conflictos en Túnez y Egipto (Q1 2011), que hizo que muchas aerolíneas redujesen sus flotas o incluso desapareciesen del mercado. 
Enter Air opera principalmente desde Polonia a los destinos vacacionales populares como: Islas Canarias, Marruecos, Portugal, España, Italia, Túnez, Egipto, Israel, Grecia, Turquía, Dubái, Bulgaria y Croacia. La compañía chárter eslovaca Air Explore operó diversos vuelos para Enter Air durante la temporada de verano 2011.

## Destinos
Bulgaria
- Burgas - Aeropuerto de Burgas
- Varna - Aeropuerto de Varna

Croacia
- Dubrovnik - Aeropuerto de Dubrovnik

Chipre
- Paphos - Aeropuerto Internacional de Paphos

Egipto
- Hurghada - Aeropuerto de Hurghada
- Marsa Alam - Aeropuerto de Marsa Alam
- Sharm el Sheikh - Aeropuerto Internacional de Sharm el-Sheij
- Tebas - Aeropuerto de Tebas

Emiratos Árabes Unidos
- Dubái - Aeropuerto de Dubái

España
- Alicante - Aeropuerto de Elche
- Almería - Aeropuerto de Almería
- Arrecife - Aeropuerto de Lanzarote
- Bilbao - Aeropuerto de Bilbao
- Fuerteventura - Aeropuerto de Fuerteventura
- Gerona - Aeropuerto de Gerona-Costa Brava
- Granada - Aeropuerto de Granada-Jaén
- Las Palmas - Aeropuerto de Gran Canaria
- León - Aeropuerto de León
- Málaga - Aeropuerto de Málaga
- Murcia - Aeropuerto Internacional Región de Murcia
- Palma de Mallorca - Aeropuerto de Palma de Mallorca
- Sevilla - Aeropuerto de Sevilla
- Tenerife - Aeropuerto de Tenerife Sur
- Zaragoza-Aeropuerto de Zaragoza

Grecia
- Atenas - Aeropuerto de Atenas Eleftherios Venizelos
- Corfú - Aeropuerto Internacional de Corfú
- Heraclión - Aeropuerto Internacional de Heraclión
- Kos - Aeropuerto de Kos
- La Canea - Aeropuerto Internacional de La Canea
- Patras - Aeropuerto Araxos
- Rodas - Aeropuerto Internacional Diagoras
- Tesalónica - Aeropuerto Internacional de Tesalónica
- Zakynthos - Aeropuerto Internacional de Zakynthos

Israel
- Tel Aviv - Aeropuerto Internacional Ben Gurion

Italia
- Catania - Aeropuerto de Catania-Fontanarossa
- Lamezia - Aeropuerto de Lamezia
- Olbia - Aeropuerto de Olbia
- Verona - Aeropuerto de Verona

Marruecos
- Agadir - Aeropuerto de Agadir

Polonia
- Bydgoszcz - Aeropuerto de Bydgoszcz
- Gdańsk - Aeropuerto de Gdańsk Lech Wałęsa
- Katowice - Aeropuerto de Katowice Base
- Cracovia - Aeropuerto de Cracovia
- Lodz - Aeropuerto de Lodz
- Poznań - Aeropuerto de Poznań-Ławica
- Rzeszów - Aeropuerto de Rzeszów-Jasionka
- Varsovia - Aeropuerto de Varsovia Frédéric Chopin Base
- Breslavia - Aeropuerto de Breslavia-Copérnico

Portugal
- Faro - Aeropuerto de Faro
- Madeira - Aeropuerto de Madeira

Sri Lanka
- Colombo - Aeropuerto Internacional Bandaranaike

Tailandia
- Phuket - Aeropuerto de Phuket [estacional]

Túnez
- Djerba - Aeropuerto de Djerba
- Enfidha - Aeropuerto de Enfidha
- Monastir - Aeropuerto de Monastir

Turquía
- Antalya - Aeropuerto de Antalya
- Bodrum - Aeropuerto de Bodrum
- Dalaman - Aeropuerto de Dalaman
- Esmirna - Aeropuerto de Esmirna

## Flota

### Flota Actual
La flota de Enter Air incluye las siguientes aeronaves, con una edad media de 17.9 años (en mayo de 2023):